# Benoît Trémoulinas
Benoît Trémoulinas (Lormont, 28 december 1985) is een Frans voormalig voetballer die bij voorkeur als linksback speelde. Hij debuteerde in 2012 in het Frans voetbalelftal.

## Clubcarrière
Trémoulinas maakte zijn debuut voor Girondins Bordeaux op 15 augustus 2007 tegen Le Mans. In 2009 won Bordeaux de Ligue 1 en de Coupe de la Ligue. Hij viel in de bekerfinale na 17 minuten in voor de geblesseerde Wendel, maar viel tijdens de rust zelf geblesseerd uit. Op 10 maart 2010 maakte de linksachter zijn eerste treffer in de Ligue 1 tegen AJ Auxerre. In 2013 verruilde hij Bordeaux voor Dynamo Kiev. Op 24 augustus 2014 tekende de Frans international een driejarig contract bij Sevilla FC als vervanger voor de naar Liverpool vertrokken Alberto Moreno. Op 14 september 2014 debuteerde hij voor de Andalusiërs in de Primera División tegen Getafe CF. Trémoulinas speelde datzelfde jaar ook tien wedstrijden in de UEFA Europa League 2014/15. Hij speelde mee in de finale, die op 27 mei 2015 met 3–2 van Dnipro Dnipropetrovsk werd gewonnen.

## Interlandcarrière
Op 5 augustus 2010 riep Laurent Blanc Trémoulinas op voor een oefenduel tegen Noorwegen. Trémoulinas maakte zijn debuut voor Frankrijk pas 2 jaar later, onder bondscoach Didier Deschamps. Op 15 november 2012 viel de linksachter in een vriendschappelijke wedstrijd tegen Italië in voor Moussa Sissoko.

## Erelijst
| Competitie             |          |                  |          |          |
| Competitie             | Aantal   | Jaren            |          |          |
| Bordeaux               | Bordeaux | Bordeaux         | Bordeaux | Bordeaux |
| ---------------------- | -------- | ---------------- | -------- | -------- |
| Kampioen Ligue 1       | 1x       | 2008/09          |          |          |
| Coupe de France        | 1x       | 2012/13          |          |          |
| Coupe de la Ligue      | 1x       | 2008/09          |          |          |
| Trophée des Champions  | 2x       | 2008, 2009       |          |          |
| Dynamo Kiev            |          |                  |          |          |
| Beker van Oekraïne     | 1x       | 2013/14          |          |          |
| Kampioen Vysjtsja Liha | 1x       | 2014/15          |          |          |
| Sevilla                |          |                  |          |          |
| UEFA Europa League     | 2x       | 2014/15, 2015/16 |          |          |